# Tân Minh, Ninh Bình
	Tân Minh		là một xã thuộc tỉnh Ninh Bình, Việt Nam. Trụ sở xã nằm cách phường Hoa Lư - trung tâm tỉnh lỵ Ninh Bình 18 km về phía Đông Bắc.		
Theo Nghị quyết số 1674/NQ-UBTVQH15 ngày 16/6/2025 về sắp xếp các đơn vị hành chính cấp xã của tỉnh Ninh Bình năm 2025, 	sắp xếp xã Trung Nghĩa và xã Tân Minh thành xã mới có tên gọi là xã Tân Minh.	
Xã Tân Minh	có diện tích:	44,65 km², 	dân số:	34.937	người, mật độ dân số: 	782	người/km². 	
Đây là đơn vị có diện tích xếp thứ:	12	, số dân xếp thứ: 	43	và mật độ dân số xếp thứ: 	110	trong số 129 xã, phường ở Ninh Bình.
Xã này nằm trên Quốc lộ 37B, Đường cao tốc Bắc – Nam.

## Địa lý
Xã Tân Minh nằm ở phía bắc huyện Ý Yên, có vị trí địa lý:
- Phía đông giáp huyện Vụ Bản
- Phía tây giáp xã Trung Nghĩa và xã Yên Chính
- Phía nam giáp các xã Yên Bình, Yên Dương và Yên Mỹ
- Phía bắc giáp tỉnh Hà Nam.

Xã Tân Minh có diện tích 23,90 km², dân số năm 2022 là 18.741 người, mật độ dân số đạt 784 người/km².

## Lịch sử
Địa bàn xã Tân Minh trước đây vốn là ba xã Yên Lợi, Yên Minh, Yên Tân thuộc huyện Ý Yên.
Ngày 23 tháng 7 năm 2024, Ủy ban Thường vụ Quốc hội ban hành Nghị quyết số 1104/NQ-UBTVQH15 về việc sắp xếp đơn vị hành chính cấp huyện, cấp xã trên địa bàn tỉnh Nam Định (nghị quyết có hiệu lực từ ngày 1 tháng 9 năm 2024). Theo đó, thành lập xã Tân Minh trên cơ sở nhập toàn bộ diện tích tự nhiên là 7,44 km², quy mô dân số là 4.961 người của xã Yên Minh; toàn bộ diện tích tự nhiên là 8,14 km², quy mô dân số là 7.026 người của xã Yên Lợi và toàn bộ diện tích tự nhiên là 8,32 km², quy mô dân số là 6.754 người của xã Yên Tân.
Sau khi thành lập, xã Tân Minh có diện tích tự nhiên là 23,90 km² và quy mô dân số là 18.741 người.